# Gliese 1
Gliese 1 (HIP 439, HD 225213) is een vlamster in het sterrenbeeld Sculptor op 14,17 lichtjaar van de zon. De schijnbare magnitude van de ster is 8,56 en de spectraalklasse M2V. De grote eigenbeweging van de ster werd in 1885 ontdekt door Benjamin Apthorp Gould.